# Hapworth 16, 1924

Hapworth 16, 1924 est une nouvelle de l'écrivain américain J. D. Salinger, publiée pour la seule et unique fois dans la revue littéraire The New Yorker le 19 juin 1965,. Elle est la dernière œuvre publiée par Salinger à ce jour.
Cette nouvelle s'inscrit dans le cycle des œuvres de Salinger sur la Famille Glass. Elle se situe chronologiquement antérieurement à toutes les nouvelles sur la famille Glass, et se présente sous la forme d'une lettre de Seymour Glass, personnage principal de la nouvelle « Un jour rêvé pour le poisson-banane », alors âgé de sept ans.